# خط لوله دستین
خط لوله دستین (انگلیسی: Destin Pipeline) یک خط لوله انتقال گاز طبیعی است که گاز را از خلیج مکزیک جمع‌آوری کرده و به میسیسیپی می‌آورد. این خط لوله متعلق به بی‌پی و انبریج است. کد کمیسیون فدرال رگولاتوری انرژی آن ۱۶۴ است.